# Centrale Émile-Huchet
La centrale Émile-Huchet est une centrale thermique, mise en service en 1948, alimentée par du charbon et du gaz naturel et exploitée par GazelEnergie, filiale française d'EPH, pour la dernière tranche au charbon et par TotalEnergies pour les cycles combinés au gaz naturel.
Elle a également été exploitée par la multinationale allemande Uniper et la SNET (Société nationale d’électricité et de thermique). Elle est située sur les territoires des communes de Saint-Avold et Carling dans le département de la Moselle. Elle est nommée d'après Émile Huchet (1892-1940), ancien directeur général des houillères Sarre et Moselle.
La centrale électrique Émile-Huchet est restée depuis les années 1960 l'une des plus grosses centrales thermiques de France. La puissance installée est de 1 460 MW électrique. Elle possède, en activité, une tranche de 600 MW au charbon et 2 tranches cycle combiné au gaz naturel de 430 MW chacune. En 2017, la production fut de 6,96 TWh, 2,14 TWh grâce au charbon et 4,82 TWh grâce au gaz naturel.
La tranche charbon, comme les autres centrales au charbon de France, devait être fermée avant 2022 conformément au choix gouvernemental et à la loi PPE. Le 31 mars 2022, celle-ci est mise en arrêt. Cependant, l'invasion de l'Ukraine par la Russie en 2022 et les risques de pénurie énergétique qui en découlent, poussent le gouvernement français à sa réouverture, le 28 novembre 2022 puis à nouveau le 9 janvier 2024.
Le projet de conversion au gaz naturel et au biogaz de la centrale de Saint-Avold est approuvé définitivement à l'unanimité le 7 avril 2025 par l'Assemblée nationale.

## Historique
Concues par l'architecte Jean Fayeton, les premières tranches ont été construites en 1948. La première est mise en service en octobre 1951. La centrale prend le nom d'Émile-Huchet, en mémoire de l'ancien directeur général, entre 1924 et 1939, des houillères Sarre et Moselle et mort en 1940. Une cité d'habitations pour mineurs, construite peu après au sud de la forêt de Saint-Avold (et où logeront également des employés de la centrale) porte également son nom.
Les groupes 1 et 2 ont été arrêtés en 1983, à la suite du démarrage de la tranche 6. En février et en mars 1991, on dynamite les tours des réfrigérants des groupes 1 et 2 (85 mètres de haut et 57 mètres de diamètre).
En septembre 2004, le contrôle de la société passe entre les mains d'Endesa, premier producteur d'électricité en Espagne, qui s'assure ainsi un accès au marché français. En juin 2008, la SNET est vendue au groupe allemand E.ON. Deux tranches à cycle combiné (7 et 8) de 430 MW chacune sont mises en service en mars 2010. 75 M€ ont été investis pour diminuer la pollution par le soufre et les oxydes d'azote des fumées (DeSOx-DeNOx) de la tranche 6 au charbon.

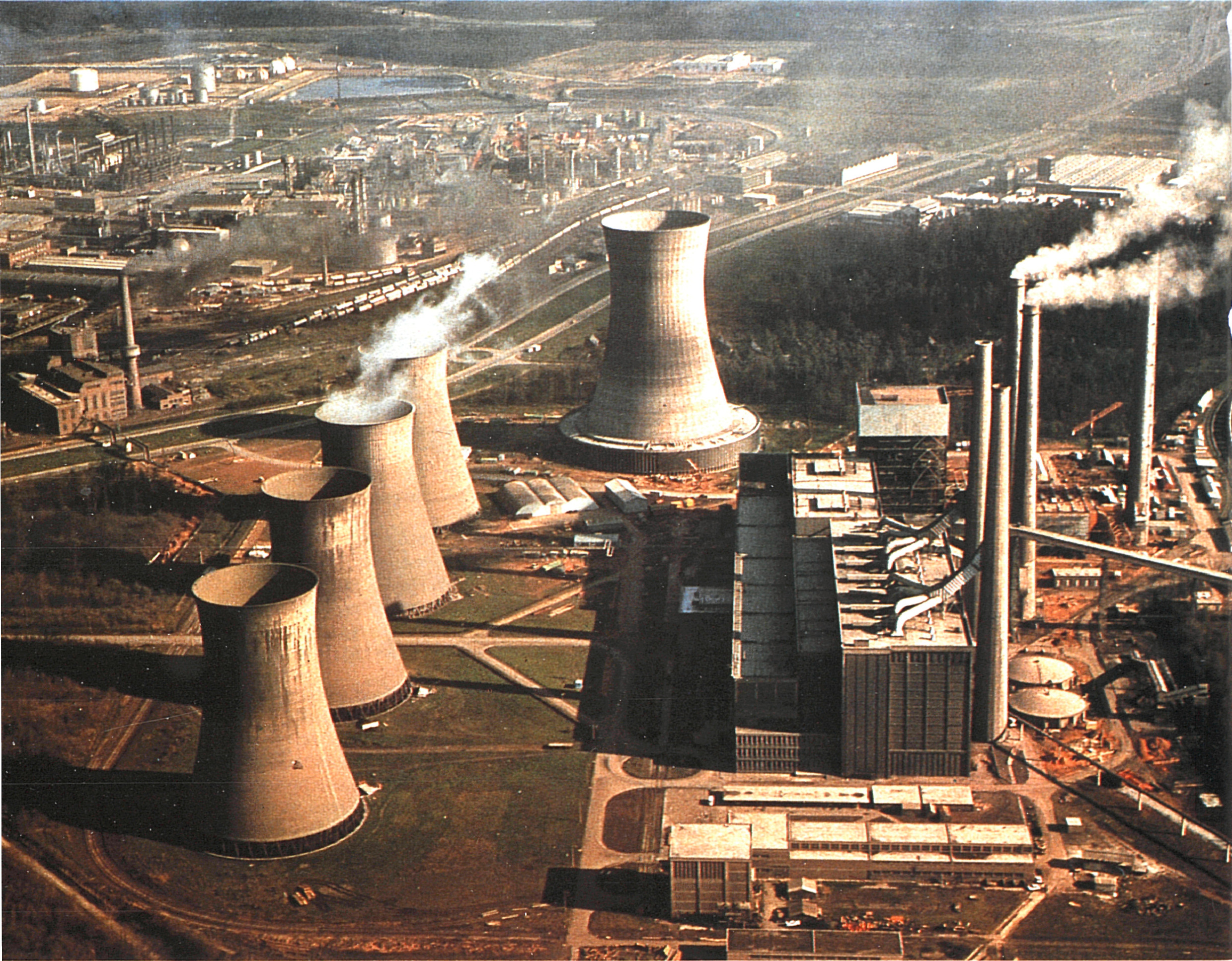
La centrale Émile-Huchet en 1978.
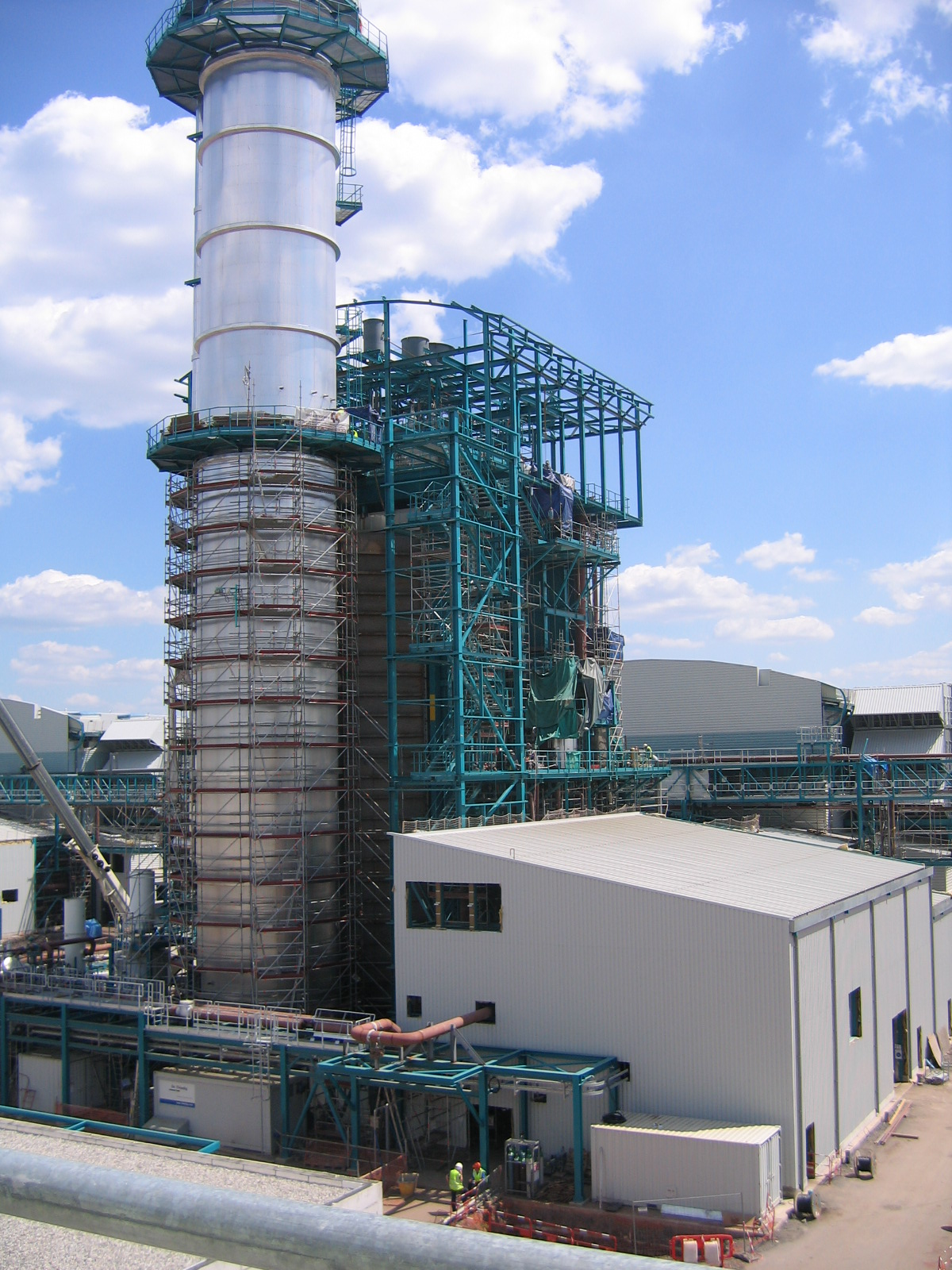
Une tranche à cycle combiné gaz en construction.

En 2011, la centrale a produit 4 655 GWh. Elle fonctionne avec plus de 350 personnes jusqu'en 2012 où 42 suppressions de postes sont annoncées et cent autres au moins avant fin 2015. Les tranches de production 4 de 115 MW et 5 de  330 MW fonctionnant au charbon ferment en 2015. Avant cette date, avec la tranche 6 et les 2 cycles combinés gaz, la centrale avait une puissance de 1 873 MW.
En 2016, E.On France se scinde en deux, rassemblant ses activités de production dans une nouvelle société, Uniper France (filiale française du groupe Uniper qui regroupe les activités de production thermique du groupe E.On).
En décembre 2018, Uniper décide de vendre ses activités de production en France au groupe tchèque EPH, la vente devant être effective courant 2019. EPH a déjà conclu un accord avec Total pour lui revendre les tranches gaz.
Le 31 juillet 2020, un rachat par Total à horizon fin septembre est annoncé. La société gérant la centrale est désormais TotalEnergies - Centrale électrique Saint-Avold.
En octobre 2020, GazelEnergie (la filiale française d'EPH) conclut un accord avec Storengy dans le but de convertir une partie de l'activité dans la production d'hydrogène propre.
Après la fin de production en mars 2022, la centrale est rouverte à la suite de la crise énergétique mondiale de 2021-2022, et recommence à produire de l'électricité le 28 novembre 2022. Le 26 septembre 2023, Emmanuel Macron annonce que la centrale, ainsi que celle de Cordemais, les deux dernières centrales à charbon en France, seront convertie à la biomasse vers 2027.
Le 11 février 2024, la plus haute tour de la centrale est dynamitée marquant un pas important vers la conversion à la biomasse de la centrale promise par Emmanuel Macron.
En décembre 2024, GazelEnergie inaugure sur le site de la centrale Émile-Huchet une ferme de batteries d'une puissance de 35 MW et d'une capacité de stockage de 44 MWh. Une deuxième tranche de 65 MWh d'ici 18 mois. Le site doit également accueillir le projet Emil'Hy de production d'hydrogène vert par électrolyse, reconnu d'intérêt commun européen, dont la viabilité dépend du résultat de l'appel d'offres lancé par l'aciérie sarroise SHS (ex-Saarstahl).
Le projet de conversion au gaz naturel et au biogaz de la centrale à charbon de Saint-Avold (Moselle) est approuvé définitivement à l'unanimité le 7 avril 2025 par l'Assemblée nationale par une loi soutenue par le gouvernement Bayrou, texte déjà approuvé par le Sénat le 25 mars. GazelEnergie espère pouvoir mener les travaux de conversion à l'été 2026, après un dernier hiver au charbon.

## Descriptif
|                  | Tranche 1    | Tranche 2    | Tranche 3    | Tranche 4                             | Turbines                        | Tranche 5                                            | Tranche 6    | Tranche 7                 | Tranche 8                 |
| ---------------- | ------------ | ------------ | ------------ | ------------------------------------- | ------------------------------- | ---------------------------------------------------- | ------------ | ------------------------- | ------------------------- |
| Puissance (MW)   | 110          | 110          | 125          | 125                                   | 50 (total)                      | 343                                                  | 618          | 430                       | 430                       |
| Exploitant       | GazelEnergie | GazelEnergie | GazelEnergie | GazelEnergie                          | GazelEnergie                    | GazelEnergie                                         | GazelEnergie | TotalEnergies             | TotalEnergies             |
| Combustible      | Charbon      | Charbon      | Charbon      | Charbon Lit circulant fluidisé (1990) | gaz de cokerie 3 turbines à gaz | gaz de cokerie Gaz naturel (2009) Chaudière à vapeur | Charbon      | Gaz naturel Cycle combiné | Gaz naturel Cycle combiné |
| Date de couplage | 1952         | 1952         | 1958         | 1959                                  |                                 | 1972                                                 | 1981         | mars 2010                 | mars 2010                 |
| Date d'arrêt     | 1983         | 1983         | 2003         | 2015                                  |                                 | 2015                                                 |              |                           |                           |